# Sint-Antoniuskerk (Meerbeek)

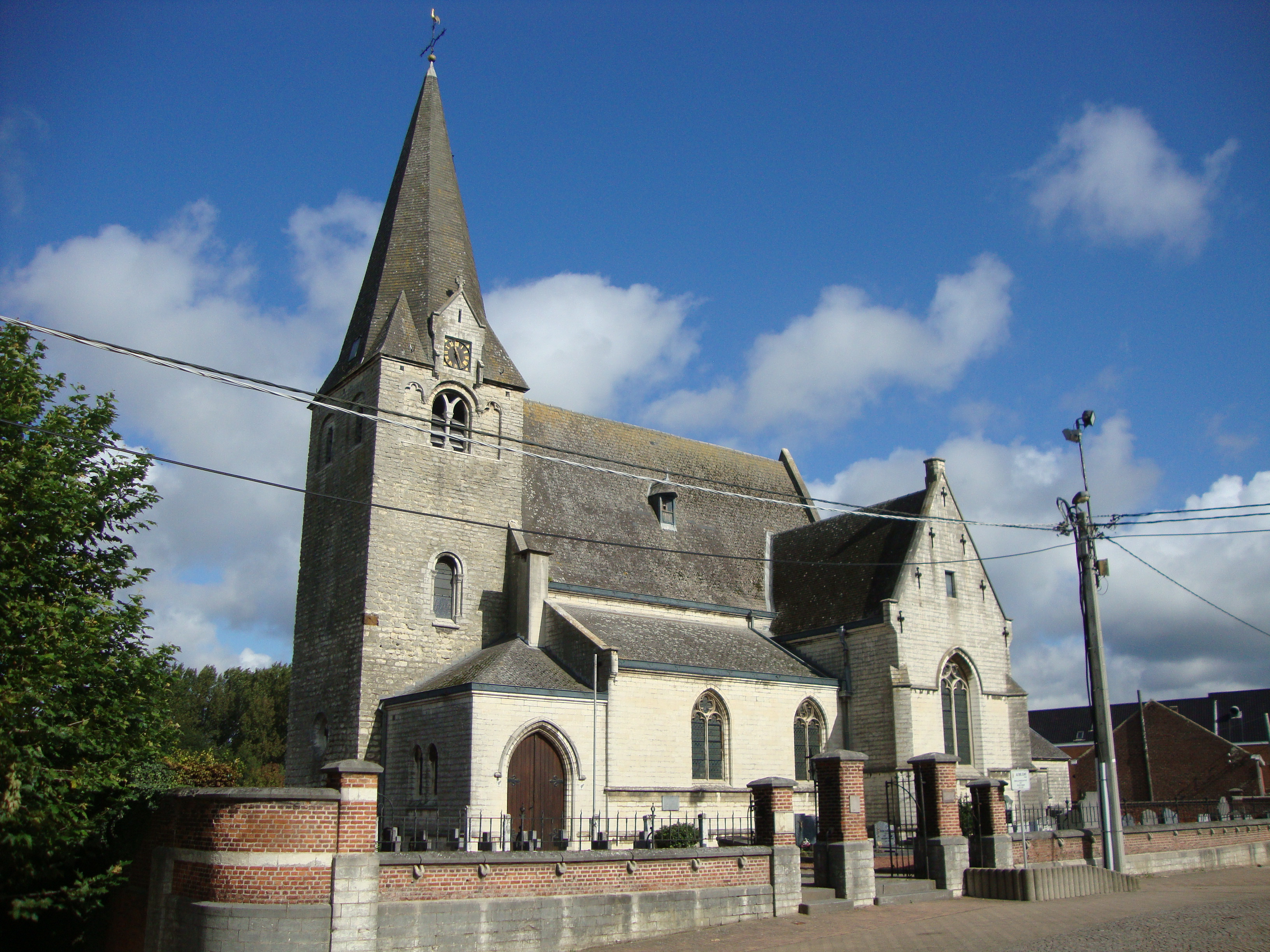
Sint-Antoniuskerk

De Sint-Antoniuskerk is de parochiekerk van de tot de Vlaams-Brabantse gemeente Kortenberg behorende plaats Meerbeek, gelegen aan de Sint-Antoniusstraat 24.

## Gebouw
Het oudste deel van de kerk is de vierkante westtoren in vroeggotische stijl uit de 2e helft van de 13e eeuw. Het neogotisch portaal aan de zuidkant van de toren werd in 1894 toegevoegd.
Ook het schip en het transept zijn uit de 2e helft van de 13e eeuw. Het steile dak is 16e-eeuws. Het koor stamt uit de 13e of 14e eeuw en is deels in ijzerzandsteen opgetrokken. In 1731 heeft vermoedelijk een herstel van het koor plaatsgevonden.
De kerk wordt omringd door een kerkhof.

## Interieur
Belangwekkend is een 12e-eeuws doopvont in vroegromaanse stijl. Dit doopvont is voorzien van vier hoofden. Verder is er een 16e-eeuws gotisch wijwatervat en zijn er enkele schilderijen, vervaardigd door Pieter Jozef Verhaghen.